# Methylgroep

Structuurformule van de methylgroep

Een methylgroep is een functionele groep, afgeleid van methaan (CH4). Het bestaat uit één koolstofatoom en drie waterstofatomen en heeft dus de formule CH3. De methylgroep wordt veelal aangeduid als -Me. De methylgroep hoort bij de alkylgroepen. De methylgroep heeft aan het koolstofatoom nog een bindingsmogelijkheid over, waarmee de groep aan een ander atoom gekoppeld kan worden, vaak een koolstofatoom, dat deel uitmaakt van een organisch molecuul. Methylgroepen worden ook gebruikt om hydroxylgroepen of carbonzuurgroepen minder polair te maken zodat de resulterende stof beter oplost in organische oplosmiddelen of een lager kookpunt heeft dan de oorspronkelijke stof. Analyses worden hierdoor makkelijker uitvoerbaar doordat de kans op ontleding van de stof kleiner is.
| Stof             | Kookpunt (in °C) | Stof met methylgroep | Kookpunt met methylgroep (in °C) |
| ---------------- | ---------------- | -------------------- | -------------------------------- |
| Benzoëzuur       | 249              | Methylbenzoaat       | 199–200                          |
| Glycol           | 197              | 2-methoxyethanol     | 124                              |
| 2-methoxyethanol | 124              | 1,2-dimethoxyethaan  | 83                               |